# Jerry Juhl
Jerome Ravn (Jerry) Juhl (Saint Paul (Minnesota), 27 juli 1938 – San Francisco (Californië), 26 september 2005) was een Amerikaans poppenspeler en een van de belangrijkste scenarioschrijvers voor Jim Hensons Muppets. Hij schreef onder andere mee aan alle Muppet-films vanaf de eerste, The Muppet Movie, uit 1979 tot en met Muppets From Space uit 1999.
Hij werd begin jaren zestig ingehuurd als extra poppenspeler voor Hensons eerste programma Sam and Friends. Tezamen met Henson en diens vrouw schreef hij ook voor deze serie. Al snel werd eveneens de jonge poppenspeler Frank Oz aangetrokken, een reden voor Juhl om zich uiteindelijk enkel nog op het schrijven te richten.
Juhl won verscheidene prijzen, zoals twee Emmy's voor zijn werk voor Sesamstraat en een voor een aflevering van The Muppet Show. Daarnaast ontving hij tweemaal een Writers Guild Award als hoofdschrijver van het laatstgenoemde programma. Ook De Freggels, een kinderprogramma waarvan hij eveneens de hoofdschrijver was, kreeg een Emmy.
In augustus 2005 werd Juhl gediagnosticeerd met alvleesklierkanker. Hij overleed vijf weken daarna op 67-jarige leeftijd in het ziekenhuis en werd overleefd door zijn vrouw en een broer.